# Cormocephalus hartmeyeri
Cormocephalus hartmeyeri är en mångfotingart som beskrevs av Kraepelin 1908. Cormocephalus hartmeyeri ingår i släktet Cormocephalus och familjen Scolopendridae. Inga underarter finns listade i Catalogue of Life.